# نیروانا (گروه موسیقی)
نیروانا (به انگلیسی: Nirvana) یک گروه راک آمریکایی بود که در سال ۱۹۸۷ توسط کرت کوبین (گیتاریست و خواننده) و کریست ناواسلیک (گیتار بیس) بنیان نهاده شد. نیروانا چند نوازندهٔ درامز مختلف را به خود دید که هر کدام مدت کوتاهی در گروه عضویت داشتند، اما بالاخره دیو گرول که در سال ۱۹۹۰ وارد گروه شد، جای خود را در گروه محکم کرد. با وجود اینکه گروه نیروانا تنها سه آلبوم استودیویی در طول هفت سال فعالیت خود منتشر کرد، اما از این گروه به عنوان یکی از تأثیرگذارترین و مهم‌ترین گروه‌های موسیقی راک در عصر مدرن یاد می‌شود.
در اواخر دههٔ ۱۹۸۰، نیروانا که به جنبش گرانج در سیاتل، واشینگتن پیوسته بود، نخستین آلبوم خود تحت عنوان ضدعفونی را در سال ۱۹۸۹ از طریق یک ناشر مستقل به نام ساب پاپ منتشر کرد. نیروانا سرانجام به موسیقی‌ای روی آورد که از تقابلی دائماً در حال تغییر برخوردار بود و موسیقی آن‌ها بر بندهایی ساکت و آرام و در عوض بر ترجیع‌بندی‌هایی گوش‌خراش و سنگین متکی بود. پس از اینکه نیروانا قراردادی با یک ناشر عمده به نام دی‌جی‌سی رکوردز امضا کرد، موفقیت غیرمنتظرانه‌ای با اولین تک‌آهنگ از دومین آلبوم خود، بی‌خیال، ترانهٔ بوی روح نوجوانی می‌دهد به‌دست‌آورد. موفقیت ناگهانی نیروانا باعث شد سبک موسیقی آلترنیتیو راک به‌طور گسترده‌ای به محبوبیت برسد و خوانندهٔ گروه، کرت کوبین، دریافت که رسانه‌ها از او به عنوان «سخنگوی نسل» نام می‌برند و نیروانا هم «گل سرسبد گروه‌ها» در نسل اکس در نظر گرفته می‌شود. سومین آلبوم استودیویی نیروانا، در رحم که در سال ۱۹۹۳ منتشر شد، صدایی خشن داشت که آن روزها کمتر مد بود و طرفداران خود را به چالش کشید. این آلبوم به اندازه آلبوم بی‌خیال از نظر تجاری موفق نبود، اما همچنان یک موفقیت تجاری بزرگ محسوب می‌شد و مورد تحسین منتقدان قرار گرفت.
دوره فعالیت کوتاه نیروانا پس از مرگ کرت کوبین در سال ۱۹۹۴ به پایان رسید. اما از آن پس تا کنون، چند اثر مختلف از گروه تحت نظارت ناواسلیک، گرول و همسر کوبین، کورتنی لاو منتشر شده است. از زمان آغاز به کار این گروه، تنها در ایالات متحده ۲۵ میلیون نسخه از آثار این گروه به فروش رفته است. کل فروش جهانی نیروانا ۷۵ میلیون نسخه است. نیروانا در سال ۲۰۱۴ و در همان اولین سالی که واجد شرایط حضور در تالار مشاهیر راک اند رول شد، به این تالار راه یافت.

## تاریخچه

### تشکیل و سال‌های اولیه
کوبین و ناواسلیک همدیگر را در دبیرستان ابردین ملاقات کردند، هرچند که بر طبق گفته کوبین، آن‌ها هیچ‌وقت با هم در ارتباط نبودند. هر دوی آن‌ها به‌طور مکرر به محل تمرین گروه مولینز می‌رفتند و همین زمینه دوستی آن‌ها را فراهم کرد. کوبین قصد داشت تا یک گروه موسیقی به همراه ناواسلیک افتتاح کند، اما ناواسلیک به درخواست‌های کوبین که حتی به او یک نوار دمو از گروه فکال متر هم داده بود، پاسخ نمی‌داد. سه سال پس از اینکه آن دو برای اولین بار با هم ملاقات کردند، ناواسلیک به کوبین خبر داد که او بالاخره به نوار دمو فیکال متر که کوبین به او داده بود، گوش کرده و پیشنهاد داد که یک گروه موسیقی ایجاد کنند. آن دو Bob McFadden را به عنوان نوازندهٔ درامز به خدمت گرفتند، اما پس از تنها یک ماه پروژه از هم پاشید. در اواخر سال ۱۹۸۷، کوبین و ناواسلیک Aaron Burckhard را به عنوان درامر به خدمت گرفتند. آن سه آهنگ از نوار دموی فکال متر را با هم تمرین می‌کردند، اما کمی پس از تشکیل شدن گروه، شروع به نوشتن آثار جدید کردند.
گروه در ماه‌های اولیه، اسامی مختلف و گوناگونی را بر روی خود می‌گذاشت که اولین آن‌ها Skid Row بود و از جمله دیگر نام‌هایی که گروه برای خود انتخاب کرده بود، می‌توان به Pen Cap Chew, Bliss, و Ted Ed Fred اشاره کرد. گروه در نهایت نام نیروانا را برای خود برگزید که کوبین دربارهٔ دلیل انتخاب این نام گفته است که «من نامی می‌خواستم که تا حدی زیبا یا خوب و قشنگ باشد تا یک نام پانکی خبیثانه و وقیحانه همچون Angry Samoans. ناواسلیک و کوبین که به ترتیب به شهرهای Tacoma و Olympia, Washington مهاجرت کرده بودند، به‌طور موقت رابطه‌شان با Burckhard قطع شد. آن دو در عوض با دیل کراور از گروه مایونز به تمرین پرداختند و نیروانا در ژانویه ۱۹۸۸ نخستین دموی خود را ضبط کرد. در اوایل ۱۹۸۸، کراور به سان فرانسیسکو مهاجرت کرد، اما دیو فاستر را به عنوان جانشین خودش در نقش نوازنده درامز، به گروه پیشنهاد کرد. دوران حضور فوستر در نیروانا تنها چند ماه به طول انجامید. فوستر که به خاطر حمله به پسر شهردار Cosmopolis, Washington به زندان رفته بود، جای خود را مجدداً به Burckhard داد. همکاری خود Burckhard هم پس از اینکه یک روز به کوبین گفت برای تمرین خیلی خمار است، خیلی دوام نیاورد. کوبین و ناواسلیک در نشریه The Rocket سیاتل یک آگهی برای به خدمت گرفت یک درامر منتشر کردند که نتایج خشنودکننده‌ای در برنداشت. در همین اوقات، دوستی آن‌ها را به چاد چنینگ معرفی کرد و خیلی زود آن سه توافق بر همکاری کردند. چنینگ به همکاری با کوبین و ناواسلیک ادامه داد، هرچند که او گفت، «آن‌ها هیچ‌وقت نگفتند، خیلی خوب، تو عضو گروهی». چنینگ اولین اجرای خود با گروه را در ماه مه آن سال تجربه کرد.

### نخستین آثار
نیروانا اولین تک‌آهنگ خود تحت عنوان وزوز عشق را در نوامبر ۱۹۸۸ از طریق یک ناشر مستقل سیاتلی به نام ساب پاپ منتشر کرد. ماه بعد، گروه با تهیه‌کنندگی جک اندینو، شروع به ضبط کردن نخستین آلبوم خود، یعنی ضدعفونی، کرد. ضدعفونی به‌طور عمده‌ای از موسیقی سنگین و عزادارانهٔ ملوینز و مادهانی، گروه‌های پانک راک دهه ۱۹۸۰ و همین‌طور گروه سبک بلک متال بلک سبث تأثیر گرفته بود. ناواسلیک در سال ۲۰۰۱ در مصاحبه‌ای با رولینگ استون گفت که گروه در حین تور نواری را در ون‌شان پخش کرد که در یک طرف آلبومی از The Smithereens و در طرف دیگر هم آلبومی از گروه بلک متال Celtic Frost قرار داشت و خاطر نشان ترک که احتمالاً ترکیب این دو هم بی‌تأثیر نبوده است. هزینهٔ تهیه‌کردن آلبوم ضدعفونی ۶۰۶٫۱۷ دلار شد که توسط جیسون اورمن پرداخت شد. خود اورمن متعاقباً به عنوان یک گیتاریست دوم عضو گروه شد. هرچند که اورمن عملاً نواختن ترانه‌های آلبوم مشارکتی نکرده بود، اما نام او به عنوان یکی از نوازندگان بر روی آلبوم ضدعفونی نقش بست. بر طبق گفتٔ ناواسلیک، «می‌خواستیم او احساس کند گروه مثل خانه خودش است». دست قبل از انتشار آلبوم، نیروانا خواستار آن بود که قراردادش با ساب پاپ را تمدید کند که این اولین باری بود که گروهی این کار را انجام می‌داد.
به‌دنبال انتشار آلبوم ضدعفونی در ژوئن ۱۹۸۹، نیروانا عازم اولین تور خود شد و خودِ آلبوم هم در بین ایستگاه‌های رادیوییِ دانشگاهی پرطرف‌دار شد. به خاطر افزایش نارضایتی با اورمن در جریان برگزاری تور، نیروانا آخرین قرارهای خود را لغو کرد و به واشینگتن برگشت. هیچ‌کس در آن موقع به اورمن نگفت که او اخراج شده است، اورمن بعدها گفت که او آن موقع عملاً گروه را ترک کرد. هرچند که ساب پاپ آلبوم ضدعفونی را به اندازه دیگر آثار انتشار خود تبلیغ نکرد، این آلبوم فروش مداومی داشت و فروش اولیه آن ۴۰٫۰۰۰ نسخه بود. با این حال، کوبین به خاطر عدم تبلیغ از طرف ناشر، دلخور بود. در اواخر ۱۹۸۹، گروه یک EP به نام Blew به تهیه‌کنندگی Steve Fisk ضبط کردند.
کوبین در مصاحبه‌ای در اواخر ۱۹۸۹، اظهار داشت که گروه از نظر موسیقایی در حال تغییر است. او گفت که «ترانه‌هایِ ابتدایی بسیار پرخاش‌گرانه بودند … اما همان‌طور که زمان می‌گذرد ترانه‌ها هم عامه‌پسندتر و عامه‌پسندتر می‌شوند و من هم خوشحال و خوشحال‌تر می‌شوم. هم‌اکنون ترانه‌ها رایج به اختلافات در رابطه‌ها، مسائل احساسی با دیگر آدم‌ها است». در آوریل ۱۹۹۰، گروه در Smart Studios در Madison, Wisconsin با تهیه‌کننده بوچ ویگ شروع به کار بر روی اثر بعدی کرد. در حین این جلسات، کوبین و ناواسلیک از نحوه نواختن درامز توسط چنینگ ناراحت بودند و چنینگ از اینکه در نوشتن ترانه‌ها همکاری نداشت ابزار ناخشنودی می‌کرد. همان‌طور که نوارهای دموی ضبظ‌شده با بوچ ویگ به‌طور قاچاقی در محافل موسیقی دست به دست می‌شد و توجه ناشرهای عمده را به سمت نیروانا جلب می‌کرد، چنینگ گروه را ترک کرد. در ژوئیه آن سال، گروه یک تک‌آهنگ به نام Sliver را با درامر گروه Mudhoney, Dan Peters ضبط کرد. نیروانا برای پر کردن جای خالی نوازنده درامز، از Dale Crover دعوت کرد تا در توری در سواحل غربی آمریکا که به همراه گروه Sonic Youth در اوت همان سال برگزار می‌شد، با گروه همکاری کند.

### موفقیت ناگهانی
نیروانا که از ساب پاپ سرخورده شده بود و جلسات ضبط Smart Studios هم علاقه‌ای در دل آن‌ها ایجاد نکرده بود، تصمیم گرفت به‌دنبال امضای قرارداد با یک ناشر عمده باشد، چرا که هیچ ناشر مستقلی این توانایی را نداشت تا نیروانا را ورای قراردادش با ساب پاپ بخرد. به‌دنبال توصیه‌های پیاپیِ کیم گوردون از گروه سانیک یوث، نیروانا در سال ۱۹۹۰ با دی‌جی‌سی رکوردز قرارداد امضا کرد. گروه متعاقباً مشغول ضبط کردن نخستین آلبومش با یک ناشر عمده شد که بی‌خیال نام داشت. چند تهیه‌کننده به گروه پیشنهاد شدند که گروه در نهایت همچنان خواستار بوچ ویگ بود. به جای اینکه مثل دفعه قبل در سال ۱۹۹۰ ترانه‌ها در استودیو Madison ویگ ضبط شود، تهیه آلبوم به Sound City Studios در Van Nuys, Los Angeles, California منتقل شد. برای دو ماه، گروه بر روی یکسری آهنگ گوناگون کار کرد. آهنگ‌هایی از جمله در شکوفایی و پرورش سال‌ها در اندوزهٔ گروه قرار داشتند و برخی دیگر از جمله "On a Plain" و "Stay Away" حتی تا میانه‌های فرایند ضبط هم هنوز اشعار ناقصی داشتند و تکمیل نشده بودند. پس از اینکه جلسات ضبط به اتمام رسید، ویگ و گروه شروع به میکس کردن آلبوم کردند. با این حال، وقت کافی برای جلسات ضبط وجود نداشت و نتیجه میکس‌ها هم از نظر گروه خوب از آب درنیامده بود. Andy Wallace، میکسر گروه Slayer دعوت شد تا میکس نهایی را انجام دهد. پس از انتشار آلبوم، اعضای گروه از صدای تیزی که میکسر به آلبوم داده بود، ابراز ناخشنودی کردند.
دی‌جی‌سی رکوردز در ابتدا امیدوار بود که ۲۵۰ هزار نسخه از آلبوم به فروش برسد که میزان فروش آلبوم Goo اثر Sonic Youth هم همین قدر بود. با این حال، اولین تک‌آهنگ آلبوم، بوی روح نوجوانی می‌دهد، خیلی سریع محبوب شد که بخشی از آن را مدیون پخش شدن موزیک ویدیوی آهنگ از MTV است. گروه که در اواخر ۱۹۹۱ در حال برگزاری تور در اروپا بود، دریافت که نمایش‌های آن‌ها به شکل غیرمنتظرانه‌ای در حال فروش بیش از حد است، خدمهٔ تلویزیون تبدیل به پای ثابت کنسرت‌ها شده بودند و آهنگ بوی روح نوجوانی می‌دهد هم در همه جا از رادیو و تلویزیون پخش می‌شد. در کریسمس ۱۹۹۱، بی‌خیال هفته‌ای ۴۰۰٫۰۰۰ نسخه هر هر هفته در آمریکا می‌فروخت. در ژانویه ۱۹۹۲، آلبوم بی‌خیال به صدر جدول آلبوم‌های برتر بیلبورد راه پیدا کرد و آلبوم خطرناک مایکل جکسون را به زیر کشید و علاوه بر آن، در بسیاری دیگر از جدول‌های بقیه کشورها هم به صدر جدول راه پیدا کرد. ماهی که آلبوم بی‌خیال به صدر جدول بیلبورد رفت، به تمجید از نیروانا پرداخت و اظهار داشت «نیروانا از جمله گروه‌های نادری است که همه چیز دارد، تحسین منتقدان، احترام در صنعت موسیقی، جذابیت در رادیو، بنیان دانشگاهی/آلترناتیو استوار».
نیروانا با بهانه قرار دادن خستگی، تصمیم گرفت که یک تور دیگر در آمریکا برای تبلیغ آلبوم بی‌خیال برگزار نکند و در عوض ترجیح داد تا بعداً در همان سال، تنها تعدادی کنسرت بسنده کند. در مارس ۱۹۹۲، کوبین که ترانه‌نویس اصلی گروه بود، دنبال این بود که حق تألیف ترانه‌های گروه را دوباره سازماندهی کند (که تا این لحظه این حق تألیف بین کل اعضا به‌طور مساوی تقسیم شده بود) تا این حقیقت که که بیشتر آهنگ‌ها توسط کوبین نوشته شده‌اند، نمود بیشتری پیدا کند. گرول و ناواسلیک مخالفتی با درخواست کوبین نکردند، اما وقتی که کوبین درخواست کرد که حق تألیف آهنگ‌های آلبوم بی‌خیال هم به نام او ثبت شود، تنش بین دو طرف آن قدر بالا گرفت که تا مرز منحل شدن گروه پیش رفت. پس از یک هفته تنش، کوبین در نهایت ۷۵ درصد حق تألیف آهنگ‌های قدیمی را به نام خودش زد و این جور نارضایتی‌ها و احساسات بد همچنان پس از این واقعه بین اعضای گروه باقی ماند.
دی‌جی‌سی امیدوار بود که در اواخر ۱۹۹۲ آلبوم جدیدی توسط نیروانا آماده شود، از آنجا که کار بر روی انی آلبوم به آهستگی پیش می‌رفت، این شرکت انتشاراتی در عوض آلبوم Incesticide را در دسامبر ۱۹۹۲ منتشر کرد. آلبوم Incesticide با همکاری مشترک ساب پاپ و دی‌جی‌سی از تعدادی از آثار نایاب نیروانا تشکیل شده بود و قرار بود با انتشار این آلبوم، برخی از ترانه‌های نایاب نیروانا که پیش از آن تنها به صورت قاچاقی در دسترس بودند، با قیمت و کیفیتی بهتر در دسترس علاقه‌مندان قرار گیرند. از آنجا بی‌خیال که ۱۵ ماه پیش عرضه شده بود و در ان موقع چهارمین تک‌آهنگ، در شکوفایی هم از آن منتشر شده بود، باعث شد تا دی‌جی‌سی/گفن آلبوم Incesticide را خیلی تبلیغ نکند. این آلبوم در فوریه سال بعد گواهی طلا از طرف Recording Industry Association of America دریافت کرد.

### در رحم، ماه‌های پایانی و مرگ کوبین
در فوریه ۱۹۹۳، نیروانا تک‌آهنگ Puss"/"Oh, the Guilt را به همراه گروه The Jesus Lizard از طریق یک ناشر مستقل به نام Touch & Go منتشر کرد. در همین اوقات، گروه استیو آلبینی، که در محفل موسیقی مستقل آمریکایی به شخصی پایبند به اصول و یک‌دنده مشهور بود، را استخدام کرد تا سومین آلبوم خود را ضبط کند. هرچند که گمانه‌زنی‌هایی وجود دارد که گروه به این خاطر آلبینی را به خاطر اعتبار زیرزمینی‌اش استخدام کرد، کوبین تأکید داشت که صدایی که از تهیه‌کنندگی آلبینی حاصل می‌شود همان صدایی است که او دوست داشته نیروانا همیشه آن را داشته باشد: یک اثر «طبیعی» بدون وجود حقه‌های استودیویی. نیروانا در فوریه آن سال به Pachyderm Studio در Cannon Falls, Minnesota رفت تا آلبوم را ضبط کند. جلسات ضبط با آلبینی پربار و سریع بودند و آلبوم در مدت دو هفته با هزینه‌ای برابر با $۲۵٬۰۰۰ ضبط و میکس شد.
چند هفته پس از تمام شدن جلسات ضبط، در نشریات Chicago Tribune و Newsweek خبرهایی منتشر شد که دی‌جی‌سی گفته است این آلبوم «غیرقابل انتشار» است. در نتیجه، طرفداران گروه این‌طور پنداشتند که دیدگاه خلاقانه گروه ممکن است توسط ناشر به خطر افتاده باشد و ناشر در آثار گروه دخالت کرده باشد. در حالی که خبرهای مربوط به اینکه دی‌جی‌سی آلبوم را پس زده حقیقت نداشتند، گروه از برخی جهات از میکس آلبینی ناراضی بودند، خصوصاً آن‌ها فکر می‌کردند که سطوح بیس خیلی پایین است و کوبین احساس می‌کرد که Heart-Shaped Box و All Apologies «بی‌نظیر» از آب درنیامده‌اند. Scott Litt که مدت زیادی تهیه‌کننده گروه R.E.M. بود، فراخوانده شد تا در کار رمیکس کردن آن دو ترانه کمک کند و کوبین هم کمی آهنگ و آواز بیشتر به آن‌ها اضافه کرد.
آلبوم در رحم در سپتامبر ۱۹۹۳ در جدول بیلبورد ۲۰۰ به جایگاه اول دست یافت. Christopher John Farley از Time در نقد و بررسی این آلبوم نوشت که «با وجود ترس‌هایی که طرفداران موسیقی آلترناتیو داشتند، نیروانا هنوز از گروه‌های باب روز موسیقی محسوب می‌شود، چه بسا که این آلبوم جدید ممکن است یک بار دیگر کاری کند که دیگر هنرمندان هم راه نیروانا را بروند» در رحم ۳٫۵ میلیون نسخه تنها در ایالات متحده فروخت. در ماه اکتبر، توری را در ایالات متحده آغاز کرد. برای این تور، نیروانا پت اسْمیر ار گروه پانک راک Germs را به عنوان یک گیتاریست دوم استخدام کرد. در نوامبر ۱۹۹۳، نیروانا یک اجرای زنده برای برنامه تلویزیونی MTV Unplugged ضبط کرد. در این اجرا که علاوه بر اجزای ثابت گروه، اسْمیر به عنوان گیتاریست دوم و Lori Goldston به عنوان نوازندهٔ ویولن سل حضور داشتند، گروه به جای نواختن ترانه‌های محبوب خود، ترانه‌های کمتر شناخته‌شده خود را اجرا کرد و همچنین ترانه‌هایی از دیگر هنرمندان را هم بازخوانی کرد. گروه که سه آهنگ از گروه Meat Puppets را بازخوانی کرد، همچنین از Cris و Curt Kirkwood از اعضای همین گروه دعوت به عمل آورد تا به گروه پیوسته و در اجرای این سه ترانه همکاری کنند.
در اوایل سال ۱۹۹۴، گروه یک تور اروپایی را آغاز کرد. آخرین کنسرت نیروانا در ۱ مارس در مونیخ آلمان صورت پذیرفت. در صبح روز ۴ مارس در رم، همسر کوبین، کورتنی لاو، کوبین را در اتاق هتلشان به صورت بی‌هوش پیدا کرد که با شتاب به بیمارستان رسانده شد. یک پزشک از همان بیمارستان در یک کنفرانس مطبوعاتی گفت که کوبین تحت تأثیر ترکیبی از Rohypnol طبی و الکل قرار داشته است. مابقی آن تور کنسل شد. در هفته‌های متعاقب، کوبین مجدداً به هروئین اعتیاد پیدا کرد. مداخله‌ای انجام شد و کوبین قانع شد که برای بازپروری مواد اعتیادش به مواد مخدر بستری شود. کوبین که هنوز یک هفته نشده بود که در مرکز بازپروری بود، از دیوار ساختمان بالا رفت و با هواپیما به سیاتل برگشت. یک هفته بعد از آن، در روز جمعه ۸ آوریل ۱۹۹۴، کوبین در خانه‌اش به صورت مرده یافت شد. به نظر می‌رسید که کوبین با استفاده از یک شات‌گان به سر خود شلیک کرده و خودکشی کرده باشد.

### اتفاقات بعدی و انتشارهای پس از انحلال
در اوت ۱۹۹۴، دی‌جی‌سی اعلام کرد که یک آلبوم دو دیسکه با نام Verse Chorus Verse که حاوی آثار زنده مربوط به سرتاسر فعالیت گروه است، بر روی یک CD و در یک CD دیگر هم اجرای MTV Unplugged گروه، در ماه نوامبر همان سال منتشر می‌شود. با این حال، ناواسلیک و گرول بر این عقیده بودند که هنوز چیزی از مرگ کوبین نگذشته و مونتاژ کردن آثار زنده خیلی زود است. با به تعویق افتادن انتشار آثار زنده که مربوط به کل دوران فعالیت گروه می‌شدند، MTV Unplugged in New York در ۱ نوامبر ۱۹۹۴ منتشر شد و به محض انتظار در جایگاه اول جداول بیلبورد ایستاد. چند هفته بعد اولین ویدیو تمام مدت خود گروه به نام Live! Tonight! Sold Out!! منتشر شد. سال بعد، MTV Unplugged in New York یک جایزه گرمی با عنوان «بهترین آلبوم آلترناتیو» برای نیروانا به ارمغان آورد. در سال ۱۹۹۶، دی‌جی‌سی بالاخره یک آلبوم زنده از نیروانا به نام From the Muddy Banks of the Wishkah را منتشر کرد که این آلبوم، تبدیل به سومین آلبوم نیروانا شد که پشت سر هم در صدر جدول بیلبورد قرار می‌گرفت.
در سال ۱۹۹۷، گرول، ناواسلیک و کورتنی لاو شرکت با مسئولیت محدود Nirvana LLC را تشکیل دادند تا بر روی تمام پروژه‌های مرتبط با نیروانا نظارت کنند. یک مجموعه جعبه‌ای ۴۵-آهنگه از آثار نایاب نیروانا هم برای انتشار در اکتبر ۲۰۰۱ برنامه‌ریزی شد. با این حال، کمی پیش از تاریخ انتشار، لاو یک دادخواست برای منحل کردن Nirvana LLC پر کرد و یک دستور کتبی از طرف دادگاه اعلام شد که انتشار هر گونه آثار جدید از نیروانا را تا وقتی که وضعیت پرونده مشخص نشده، قدغن می‌کرد. لاو معتقد بود که کل گروه، کوبین بود و گرول و ناواسلیک نقش حاشیه‌ای داشتند و همچین معتقد بود که او موافقت‌نامه شراکت را از همان ابتدا بر اساس توصیه بد امضا کرده است. گرول و ناواسلیک در تلاش برای دفاع از خود، از دادگاه خواستند تا لاو را از مشارکت خارج کند و او با یک وکیل دیگر از طرف کوبین جایگزین شود.
در اکتبر ۲۰۰۲، روز قبل از آنکه پرونده به دادگاه برود، لاو، ناواسلیک و گروه اعلام کرده‌اند که به توافق رسیده‌اند. این توافق راه را برای انتشار آلبوم گردآوری‌شده‌ای به نام Nirvana همراه می‌کرد که حاوی ترانه‌ای بود که قبلاً هرگز منتشر نشده بود و You Know You're Right نام داشت. این ترانه آخرین ترانه‌ای بود که گروه نیروانا پیش از مرگ کوبین ضبط کرده بود. آلبوم نیروانا بعدها در همان ماه عرضه شد و در جدول آلبوم‌های بیلبورد به رتبه سوم دست یافت. آلبوم گردآوری‌شده With the Lights Out هم در نهایت در نوامبر ۲۰۰۴ عرضه شد. این آلبوم حاوی مجموعه وسیعی از دموهای اولیه کوبین، ترانه‌های تمرینی ناتمام و اجراهای زنده‌ای بود که در کل دوران فعالیت گروه ضبط شده بودند. آلبوم دیگری به نام Sliver: The Best of the Box هم در اواخر سال ۲۰۰۵ منتشر شد که این آلبوم، گلچینی از ۱۹ ترانه از آلبوم With the Lights Out به علاوه سه ترانه‌ای بود که قبلاً هرگز منتشر نشده بودند.
در آوریل ۲۰۰۶، لاو اعلام کرد که او ترتیبی داده تا ۲۵ درصد از سهمش در ترانه‌های نیروانا را در معامله‌ای با قیمت تقریبی ۵۰ میلیون دلار بفروشد. سهم انتشار نیروانا توسط Primary Wave Music خریده شد که این شرکت توسط Larry Mestel بنیان نهاده شده بود و سابقاً مدیر عامل Virgin Records بود. لاو در بیانیه‌ای به طرفداران نیروانا اطمینان داد که ترانه‌ها تنها به بالاترین پیشنهاد فروخته نخواهند شد، او اظهار داشت که «ما می‌خواهیم بسیار خوش‌ذوق و به ذات نیروانا وفادار بمانیم و ترانه‌ها را جایی ببریم که قبلاً هرگز در آنجا نبوده‌اند. از آن موقع تاکنون آثار دیگری هم از گروه منتشر شده است. از جمله این آثار می‌توان به یک دی‌وی‌دی به نام Live! Tonight! Sold Out!! در سال ۲۰۰۶، نسخه کامل و بدون سانسور MTV Unplugged in New York در سال ۲۰۰۷ اشاره کرد. در ماه نوامبر ۲۰۰۹، اجرای گروه در فستیوال Reading در سال ۱۹۹۲ هم بر روی سی‌دی و هم بر روی DVD تحت عنوان Live at Reading منتشر شد. همان ماه، ساب پاپ یک نسخه «به مناسبت بیستمین سالگرد» از آلبوم ضد عفونی را منتشر کرد و دی‌جی‌سی هم یکسری بسته «به مناسبت بیستمین سالگرد» از آلبوم‌های بی‌خیال (سپتامبر ۲۰۱۱) و در رحم (سپتامبر ۲۰۱۳) را منتشر کرد.
در سال ۲۰۱۲، گرول، ناواسلیک و اسْمیر کنسرتی به نام 12-12-12: The Concert for Sandy Relief را به همراه پل مک‌کارتنی منتشر کردند. این کنسرت حاوی یک ترانه جدید بود که توسط چهار موسیقی‌دان نوشته شده بود و Cut Me Some Slack نام داشت. یک نسخه ضبط شده در استودیو از این اجرا توسط دیو گرول در صدای زمینه Sound City منتشر شد. در ۱۹ ژوئیه ۲۰۱۳، آن‌ها یک بار دیگر با McCartney در کنسرت Safeco Field "Out There" در سیاتل به اجرا پرداختند، این کنسرت اولین کنسرت نیروانا در زادگاهشان پس از ۱۵ سال بود.
در سال ۲۰۱۴، نیروانا به تالار مشاهیر راک اند رول وارد شد، اعضایی که به این تالار وارد شدند، کوبین، ناواسلیک و گرول بودند. در مراسم وارد شدن گروه به تالار، ناواسلیک و گرول و اسْمیر چهار ترانه به همراه خوانندگان مهمان Joan Jett, Kim Gordon, St. Vincent, و Lorde اجرا کردند. ناواسلیک و گرول سپس به همراه Jett, Gordon, St. Vincent, J Mascis, و John McCauley کنسرت کاملی را در Brooklyn's St. Vitus Bar اجرا کردند.

## جوایز و افتخارات
از زمان منحل شدن نیروانا تا کنون، این گروه جوایز و افتخارات بسیاری کسب کرده و مکرراً از این گروه به عنوان یکی از بزرگ‌ترین هنرمندان موسیقی در همهٔ زمان‌ها یاد می‌شود. در سال ۲۰۰۳، نیروانا به Mojo Hall of Fame 100 وارد شد. گروه همچنین در سال ۲۰۰۴ نامزد ورود به UK Music Hall of Fame به عنوان «برترین هنرمند دهه ۱۹۹۰» بود. نشریه رولینگ استون در سال ۲۰۰۴ نیروانا را در فهرست «۱۰۰ هنرمند برتر همه دوران‌ها» در جایگاه ۲۷ قرار داد و بعدها در سال ۲۰۱۱ که لیست را بروز کرد، نیروانا را در جایگاه ۳۰ قرار داد. در سال ۲۰۰۳، نویسنده این نشریه، David Fricke، کرت کوبین را در جایگاه ۱۲ برترین نوازندگان گیتار همهٔ دوران‌ها قرار داد. رولینگ استون بعدها در سال ۲۰۰۸، کوبین را ۴۵امین خواننده بزرگ و بعد در سال ۲۰۱۱، او را ۷۳ومین گیتاریست همه دوران‌ها نام نهاد. VH1 در سال ۱۹۹۸، نیروانا را ۴۲ومین هنرمند برتر راک اند رول معرفی کرد و سپس در سال ۲۰۰۰، این گروه را هفتمین هنرمند هارد راک و در نهایت در سال ۲۰۱۰، این گروه را چهاردهمین هنرمند برتر همه دوران‌ها نام نهاد.
همچنین نیروانا به عنوان یک گروه تأثیرگذار در عرصه موسیقی هم شناخته می‌شود. از آلبوم بی‌خیال و آهنگ بوی روح نوجوانی می‌دهد مکرراً به عنوان یکی برترین آلبوم‌ها و برترین ترانه‌های همه دوران‌ها یاد می‌شود. تالار مشاهیر راک اند رول هم دو تا از آثار نیروانا، بوی روح نوجوانی می‌دهد و سراسر عذرخواهی را در فهرست «ترانه‌هایی که راک اند رول را شکل دادند» قرار داده است. این موزه همچنین در سال ۲۰۰۷، آلبوم بی‌خیال ر در جایگاه دهم در فهرست «۲۰۰ آلبوم سرنوشت‌ساز همهٔ دوران‌ها» قرار داده است. در سال ۲۰۰۵، Library of Congress آلبوم بی‌خیال را به National Recording Registry اضافه کرد که این مجموعه، حاوی «آثاری از قرن بیستم است که از نظر فرهنگی، تاریخی و زیبایی‌شناسی» با اهمیت هستند. در سال ۲۰۱۱، چهار تا از ترانه‌های نیروانا در فهرست ۵۰۰ ترانه برتر همهٔ دوران‌ها قرار گرفتند که ترانهٔ بوی روح نوجوانی می‌دهد جایگاه نهم را به خود اختصاص داده بود. سه تا از آلبوم‌های گروه در فهرستی که توسط همین نشریه در سال ۲۰۱۲ تحت عنوان «۵۰۰ آلبوم برتر همه دوران‌ها» منتشر شده بود، قرار داشتند که آلبوم بی‌خیال جایگاه ۱۷ را به خود اختصاص داده بود. همان سه آلبوم در سال ۲۰۱۱ در فهرستی توسط همین نشریه رولینگ استون تحت عنوان «۱۰۰ آلبوم برتر دههٔ ۱۹۹۰» قرار داشتند که آلبوم بی‌خیال جایگاه ۱ را به خود اختصاص داده بود و به عنوان برترین آلبوم دههٔ ۹۰ برگزیده شده بود. نشریه Time هم در سال ۲۰۰۶ آلبوم Nevermind را در فهرست «The All-TIME 100 Albums» قرار داده بود و ان را بهترین آلبوم دههٔ ۱۹۹۰ خوانده بود. در سال ۲۰۱۱، همین نشریه ترانهٔ بوی روح نوجوانی می‌دهد را در فهرست The All-TIME 100 Songs قرار داد و ترانهٔ جعبه قلبی شکل را هم در فهرست The 30 All-TIME Best Music Videos قرار داده بود.
نیروانا یکی از پرفروش‌ترین گروه‌های موسیقی همهٔ دوران‌ها است و تاکنون ۷۵ میلیون نسخه از آثار این گروه در سرتاسر دنیا به فروش رفته است. بیش از ۲۵ میلیون نسخه از این آثار از RIAA گواهی دریافت کرده‌اند. این گروه، هشتادمین هنرمند موسیقی پرفروش در ایالات متحده است. دو تا از آلبوم‌های استودیویی گروه و دو تا از آلبوم‌های زنده گروه به جایگاه اول در جدول بیلبورد ۲۰۰ دست یافته‌اند. آلبوم‌های نیروانا تاکنون یک گواهی الماس، سه گواهی چند پلاتینی، هفت گواهی پلاتین و یک گواهی طلا از طرف RIAA دریافت کرده‌اند. همچنین از طرف BPI در بریتانیا هم، چهار گواهی چند پلاتینی، چهار گواهی پلاتین، دو گواهی طلا و یک گواهی نقره دریافت کرده است. آلبوم بی‌خیال موفق‌ترین آلبوم گروه بود که بیش از ۳۰ میلیون نسخه از آن در سرتاسر دنیا به فروش رسید و یکی از پرفروش‌ترین آلبوم‌های موسیقی است که تاکنون عرضه شده است. موفق‌ترین ترانهٔ آن‌ها، بوی روح نوجوانی می‌دهد، در بین پرفروش‌ترین تک‌آهنگ‌های همه دوران‌ها قرار دارد و ۸ میلیون نسخه از ان تاکنون به فروش رفته است.

## اعضای گروه
| آخرین ترکیب - کرت کوبین – خوانندهٔ اصلی، گیتار (۱۹۸۷–۱۹۹۴) - کریست ناواسلیک – گیتار بیس (۱۹۸۷–۱۹۹۴، ۲۰۱۴) - دیو گرول – درامز، خوانندهٔ پشتیبان (۱۹۹۰–۱۹۹۴، ۲۰۱۴) | اعضای پیشین - آرون بورکارد – درامز (۱۹۸۷–۱۹۸۸) - دیل کراور – درامز (۱۹۸۸، ۱۹۹۰) - دیو فاستر – درامز (۱۹۸۸) - چد چنینگ – درامز (۱۹۸۸–۱۹۹۰) - جیسون اورمن – گیتار (۱۹۸۹) - دن پیترز – درامز (۱۹۹۰) | عضوهای توری - پت اسمیر – گیتار، خوانندهٔ پشتیبان (۱۹۹۳–۱۹۹۴) - لوری گلدستون – چلو (۱۹۹۳–۱۹۹۴) - جان دونکن – گیتار (۱۹۹۲–۱۹۹۳) |

## آلبوم‌ها
- ضدعفونی (۱۹۸۹)
- بی‌خیال (۱۹۹۱)
- در رحم (۱۹۹۳)

## جوایز
- ۱۹۹۴ - برندهٔ جایزهٔ بهترین ویدیوی آلترنتیو سال از جوایز موسیقی ام‌تی‌وی برای آهنگ «جعبه قلبی شکل»[۱]
- ۱۹۹۵ - برنده جایزه بهترین اجرای آلترنیتیو از جوایز موسیقی گرمی برای آلبوم آنپلاگد ام‌تی‌وی در نیویورک[۲]